# Torre dei Preposti
La Torre dei Preposti o dei Doganieri è un'imponente torre costiera situata presso la rinomata località balneare di San Menaio, nel comune di Vico del Gargano, in provincia di Foggia.
Costruita nel XIV secolo, venne rinforzata nel 1569 durante il rafforzamento di difesa delle coste dell'Adriatico meridionale ad opera del viceré spagnolo don Pedro di Toledo dopo il 1532.
La torre, che vanta un discreto stato di conservazione, strutturalmente è costituita da un basamento tronco-piramidale sormontato da un parallelepipedo a due livelli. Il coronamento è formato da una serie di “mensoloni” sporgenti, tuttora visibili, che sorreggevano le caditoie estese a tutto il perimetro della torre.

## Occupazione abusiva
La Torre dei Preposti, che è di proprietà del demanio, è ceduta in locazione al Comune di Vico del Gargano. Incredibilmente però, l'edificio risulta abusivamente occupato da privati che non permettono alla comunità di fruire legittimamente del prezioso monumento, e soprattutto impediscono di dar luogo agli interventi di restauro conservativo di cui la torre necessita con urgenza.